# Leucania minorata
Leucania minorata là một loài bướm đêm trong họ Noctuidae.